# Rumäner

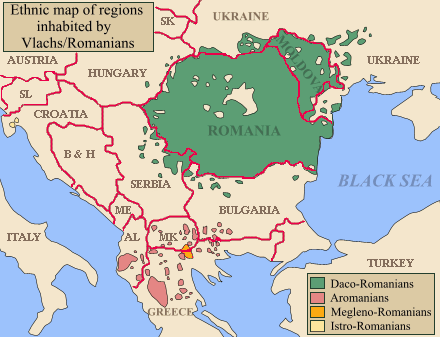
Område i grönt visar var rumäner historiskt har bott.

Rumäner (rumänska: români), är en romansk etnisk grupp som härstammar från Rumänien och som utövar den rumänska kulturen, därjämte talar rumänska.
Rumäner som en etnisk grupp utgör majoriteten av invånarna i Rumänien och Moldavien. I bägge länderna lever de jämsides med stora etniska minoriteter, å andra sidan utgör rumäner en etnisk minoritet i andra länder i regionen (till exempel i Ukraina, Serbien och Ungern). Sedan järnridåns fall har många rumäner även bosatt sig i västeuropeiska länder.

## Historia
En äldre benämning på rumäner är valaker, idag vanligtvis en samlande benämning på de romansktalande folken i östra och sydöstra Europa.